# Battaglia di Marjayoun
La battaglia di Marjayoun o Marj Ayyoun fu combattuta il 10 giugno 1179 presso l'omonima località in Libano, e vide scontrarsi le armate musulmane del Saladino e quelle del Regno di Gerusalemme comandante da re Baldovino IV.
Saladino, desideroso di una rapida vittoria sui cristiani per fini propagandistici, riuscì ad attirare l'esercito cristiano in una trappola e a causare grosse perdite fra i nemici, rafforzando il suo prestigio all'interno del mondo islamico anche grazie alla successiva vittoria alla battaglia del Guado di Giacobbe.

## Antefatti
La vittoria cristiana alla battaglia di Montgisard del 1177 era stata una battuta d'arresto temporanea per le ambizioni di Saladino, desideroso di porsi a capo del mondo musulmano e riconquistare Gerusalemme. Nel 1179 lanciò quindi una campagna militare contro il Regno di Gerusalemme, devastando i dintorni della città santa per obbligare re Baldovino IV di Gerusalemme ad affrontarlo in campo aperto.
Col sostegno del conte Raimondo III di Tripoli e del Gran Maestro dei cavalieri templari Oddone di Saint-Amand, Baldovino mosse con alcune migliaia di uomini contro Saladino, che aveva un esercito paragonabile per dimensioni. Le forze musulmane erano state avvistate non lontano dal Guado di Giacobbe, e l'armata ierosolimitana si diresse quindi verso il fiume Giordano.

## La battaglia
Nel giugno 1179, giunti presso il villaggio di Marjayoun, i crociati si imbatterono in un piccolo contingente musulmano, che fu velocemente sbaragliato dai templari di avanguardia al corpo principale dell'armata, molto più lento rispetto alla cavalleria templare. Stanchi per la lunga marcia, Baldovino e Raimondo di Tripoli non vollero proseguire, mentre i templari avanzarono verso il Guado di Giacobbe senza attendere il resto dell'esercito, esponendosi quindi agli attacchi nemici.
La separazione dell'esercito cristiano favorì quindi il contrattacco di Saladino, che con un'imboscata annientò il contingente templare catturandone il Gran Maestro Oddone, che sarebbe morto di lì a poco in prigionia. Sconfitti i templari, i musulmani attaccarono quindi Baldovino e Raimondo, che solo con molta fatica riuscirono a respingere l'attacco e a ritirarsi verso Gerusalemme, rifugiandosi nella vicina Tiberiade e concedendo quindi la vittoria a Saladino. Chi tra i cristiani non riuscì a fuggire venne ucciso o preso prigioniero, così come accadde anche a Baldovino di Ibelin.

## Conseguenze
La sconfitta di Marjayoun e la cattura del Gran Maestro dei templari minarono la coesione interna del Regno di Gerusalemme, che infatti di lì a poco avrebbe subito un'altra cocente sconfitta alla battaglia del Guado di Giacobbe. La salute sempre più malferma di Baldovino IV inoltre comportò una sempre maggiore instabilità politica, che con la sua morte sfociò nel successivo crollo del regno a seguito della catastrofica sconfitta cristiana alla battaglia di Hattin del 1187.